# Троицкий собор (Екатеринбург)
Свято-Троицкий собор (Рязановская церковь) — православный храм в Екатеринбурге, кафедральный собор Екатеринбургской митрополии и епархии Русской православной церкви. Здание представляет собой характерный образец культовой архитектуры русского классицизма первой половины XIX века.

## История

Интерьер
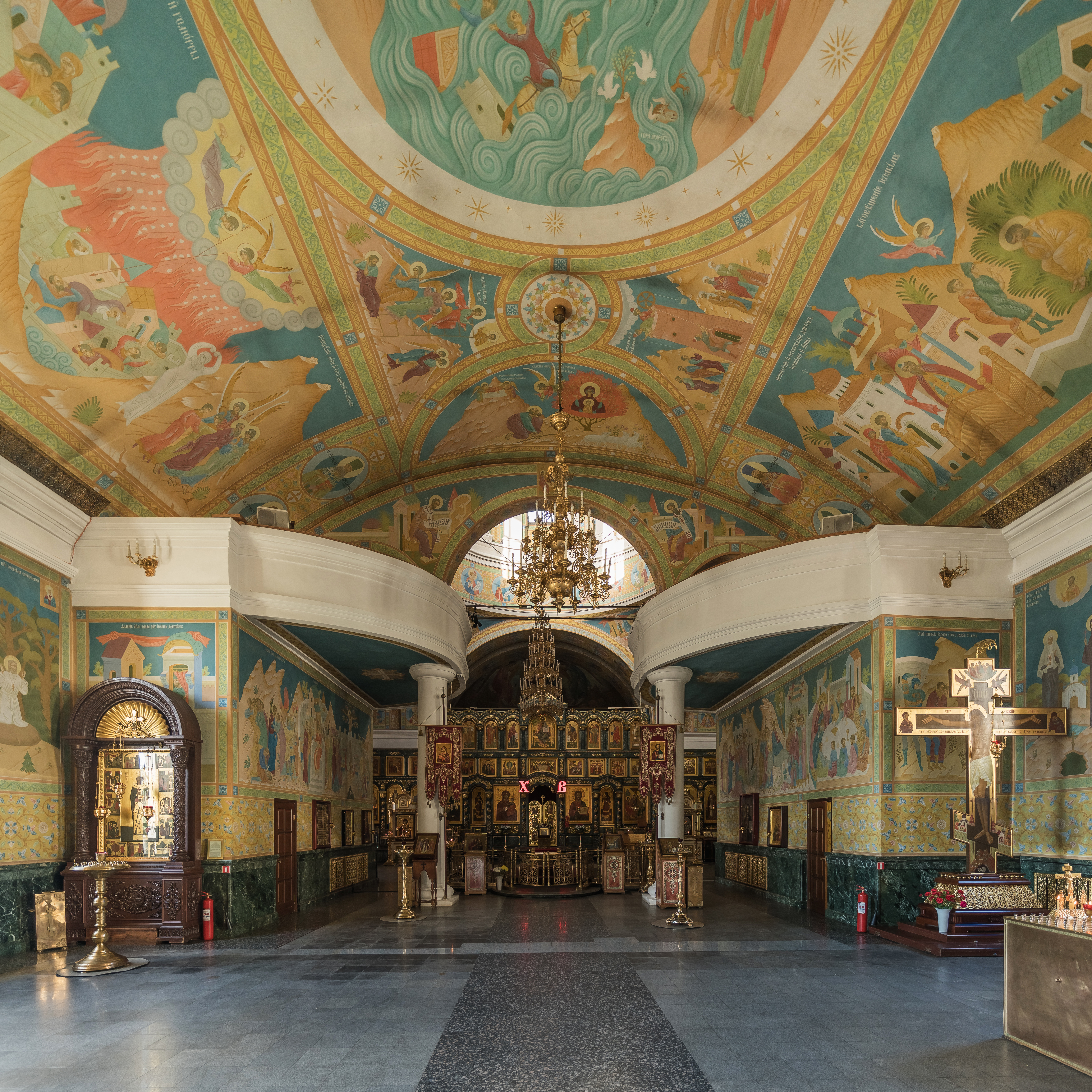
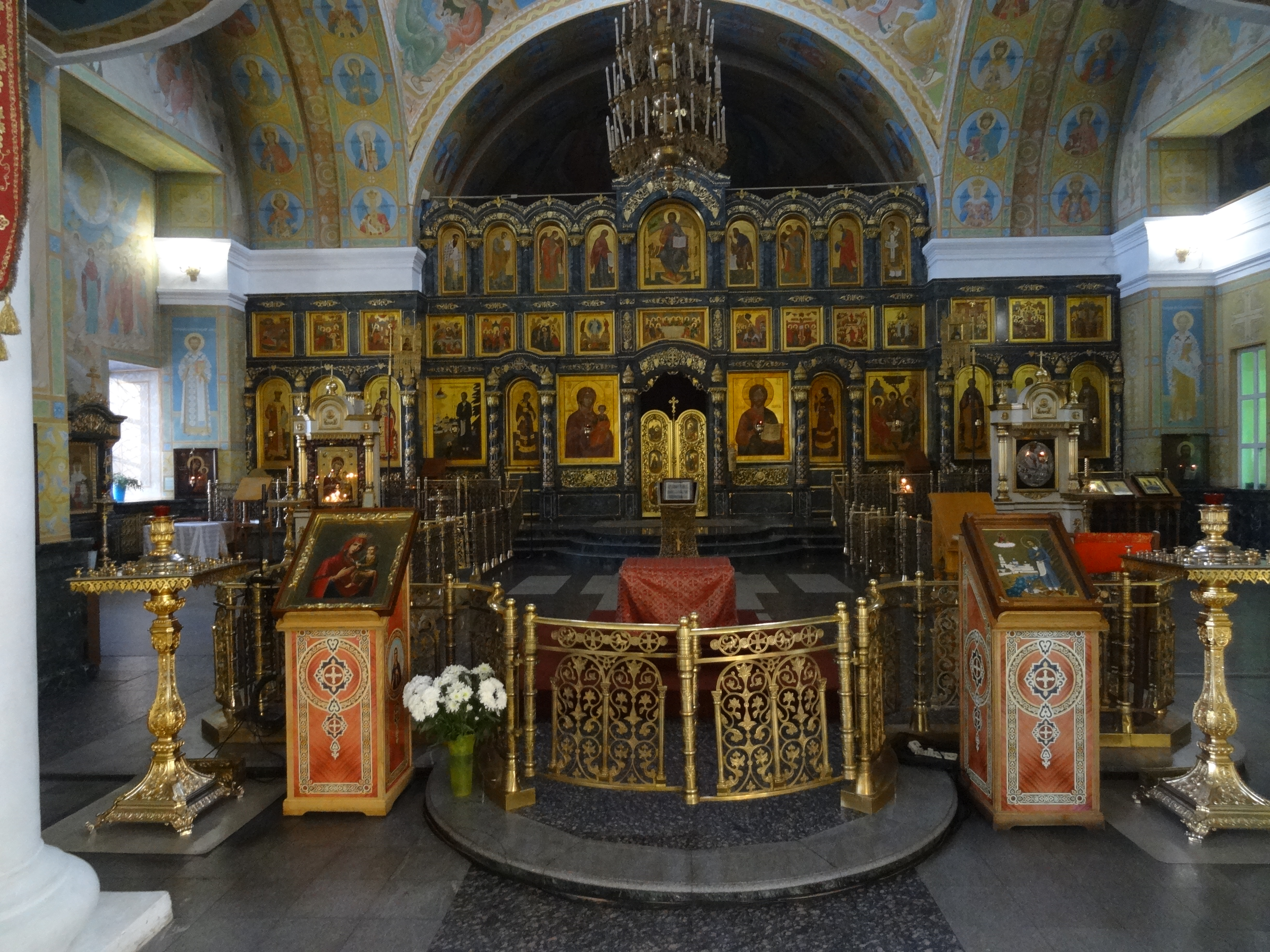
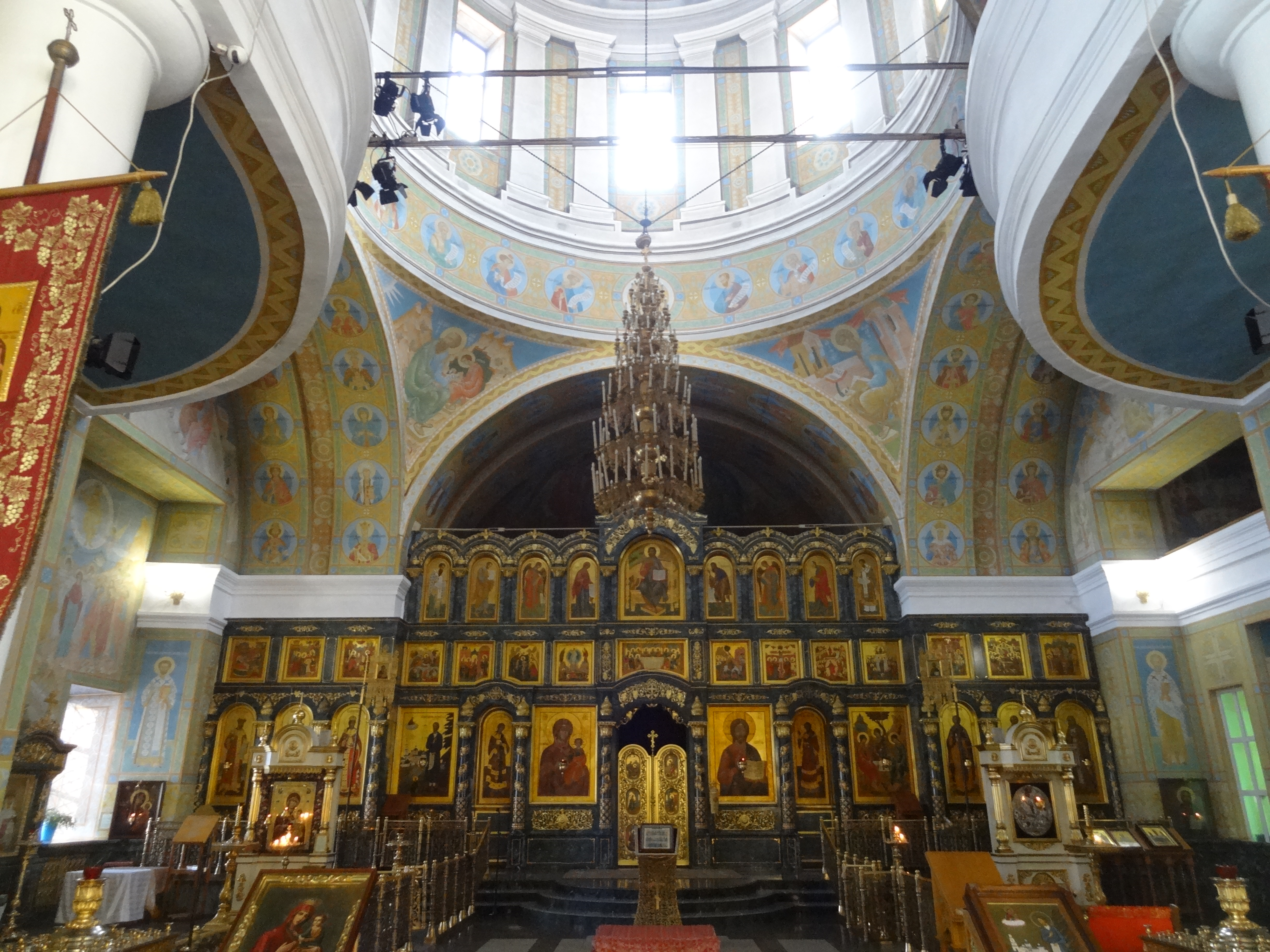
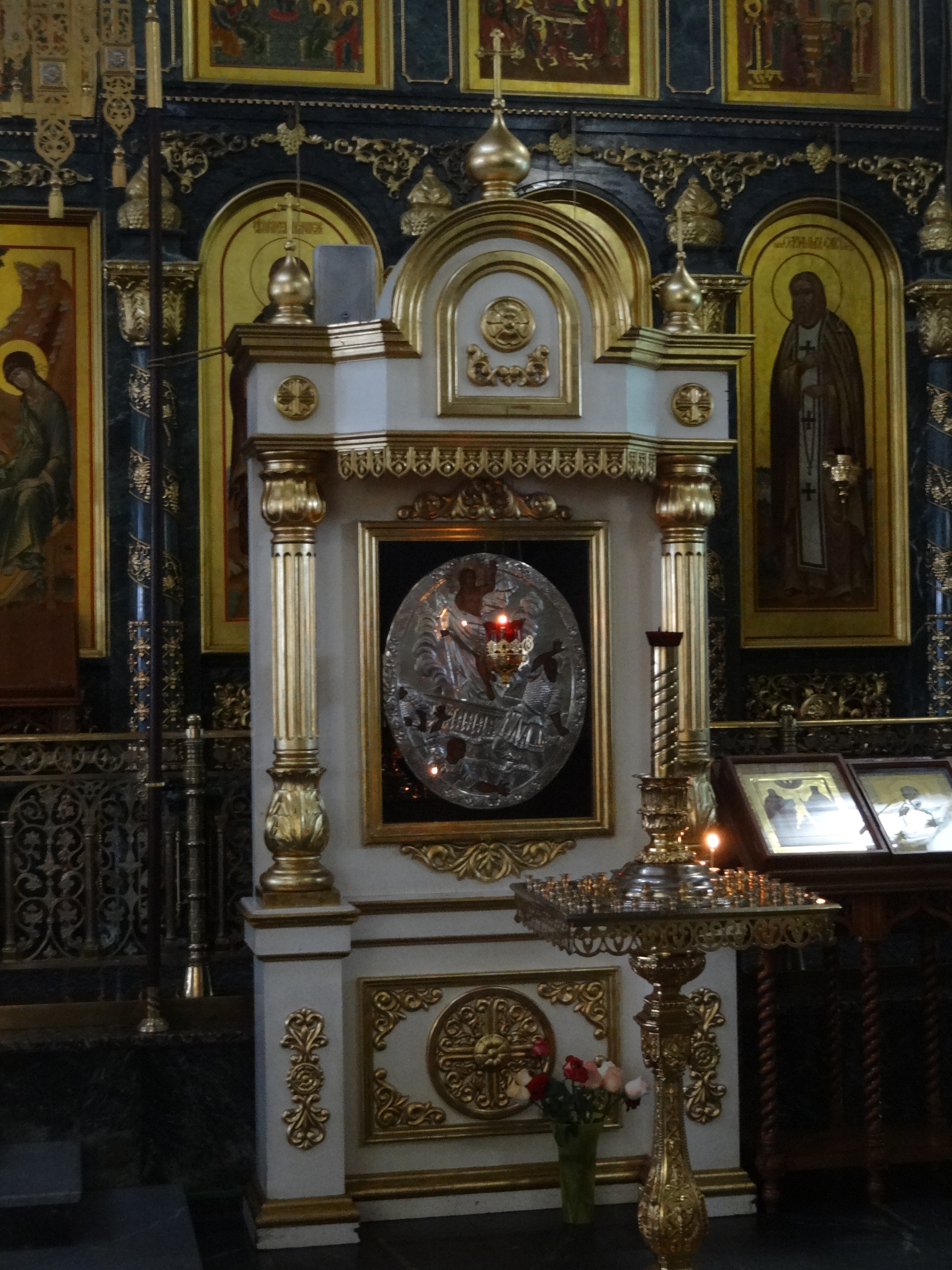
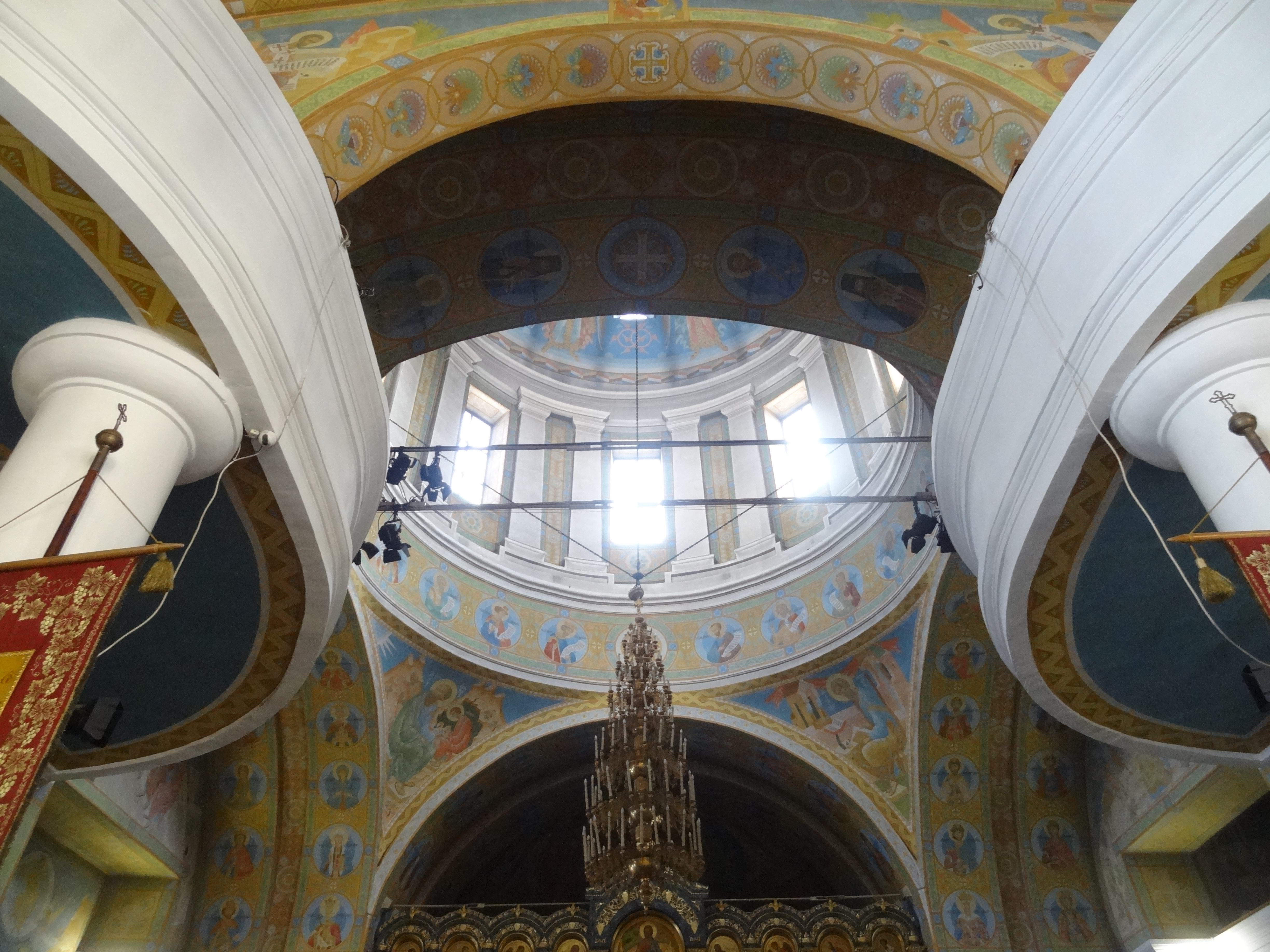
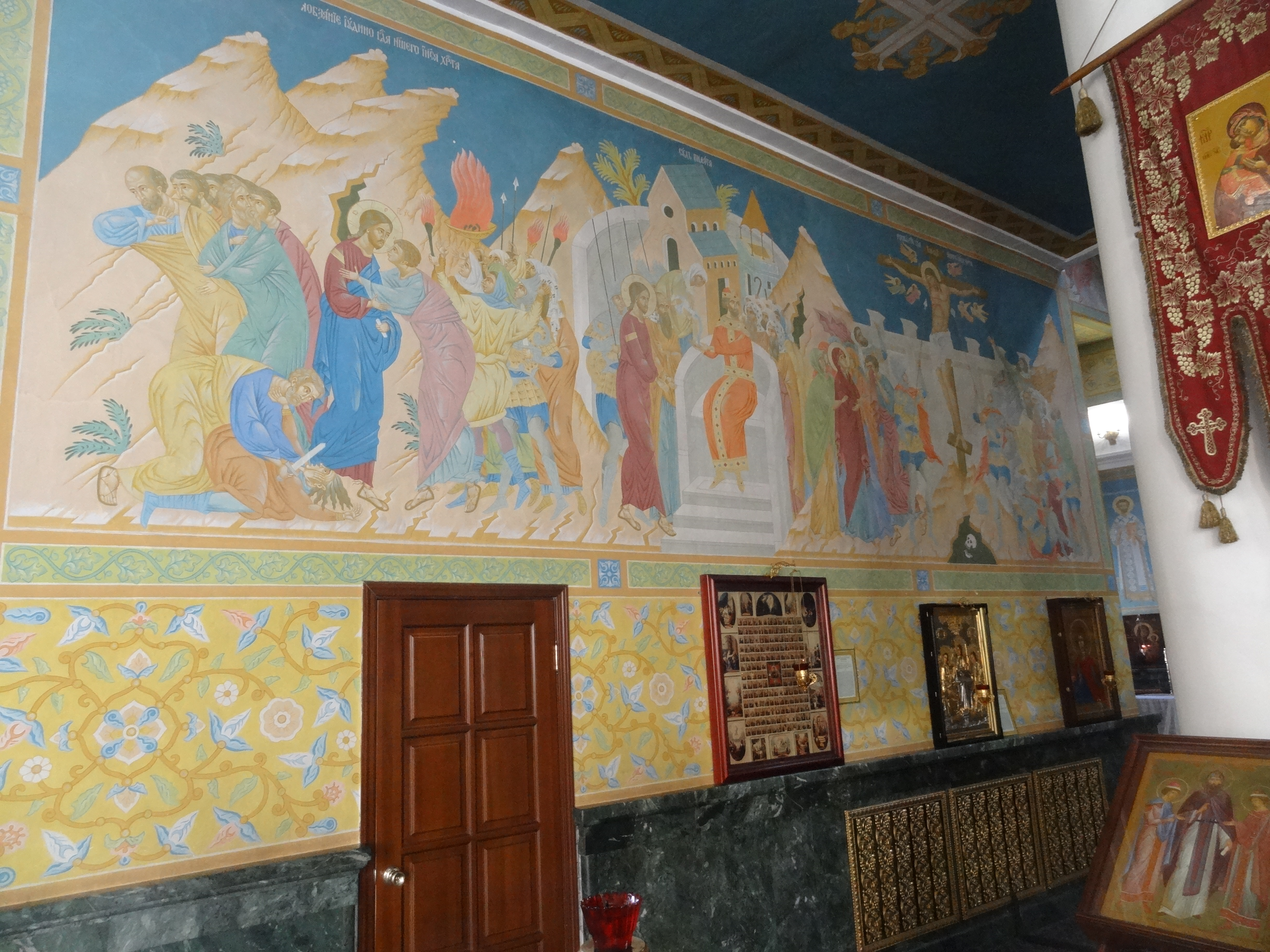

Троицкая церковь, чаще именуемая Рязановской, была построена в юго-восточной части Екатеринбурга на углу существовавшей тогда Сенной площади и Сибирского проспекта. Каменная трёхпрестольная церковь была построена в стиле классицизма.
Первое обращение за разрешением постройки церкви было сделано главой екатеринбургской старообрядческой общины купцом Я. М. Рязановым в 1810 году. Прошение было отвергнуто под предлогом отсутствия проекта.
Строительство началось в 1814 году самовольно, на средства купца  Я. М. Рязанова. В 1815 году было подано повторное прошение, на достройку уже начатого объекта.
Первоначально здание предназначалось под молельный дом старообрядцев, который власти не разрешили достроить и освятить. До 1838 года храм оставался недействующим. В 1838 году Яким Рязанов и некоторые его сторонники примкнули к единоверию, отличавшемуся от ортодоксального старообрядчества тем, что служба по старому чину проводилась в единоверческих храмах священниками, которых назначали местные православные архиереи.
Северный придел освятили 12 октября 1839 года во имя святителя Иоанна Златоуста. Южный придел во имя Николая Чудотворца освятили 13 октября 1849 года. Спустя 2,5 года, 13 мая 1852 года был освящён главный храм в честь Святой Живоначальной Троицы.
В 1854 году к храму была пристроена каменная колокольня.
В 1930 году Троицкая церковь была закрыта для богослужений постановлением городского совета. Тогда же снесли церковный купол и колокольню, внутри провели перепланировку. В советские годы в разное время здесь располагался и кинотеатр, и ткацкая фабрика, и клуб ДК Автомобилистов. С 1981 года в нём проходил фестиваль Аэлита. В конце 1980-х в доме культуры проходили концерты Свердловского рок-клуба.
В результате полномасштабной реставрационной работы в 1998—1999 годах были заново возведены купольные барабаны, а в 2000 году — колокольня. Торжественное освящение было совершено Патриархом Алексием II 24 сентября 2000 года.
Существующие купольные завершения храма и колокольни, а также новая, не соответствующая масштабу храма алтарная апсида — результат некорректной реставрации и реконструкции памятника, проводившейся в 1990-е годы.
С 24 по 27 октября 2011 года в храме находился Пояс Пресвятой Богородицы, к которому за это время пришло поклониться 150 тысяч человек, в том числе губернатор Александр Мишарин.

Экстерьер
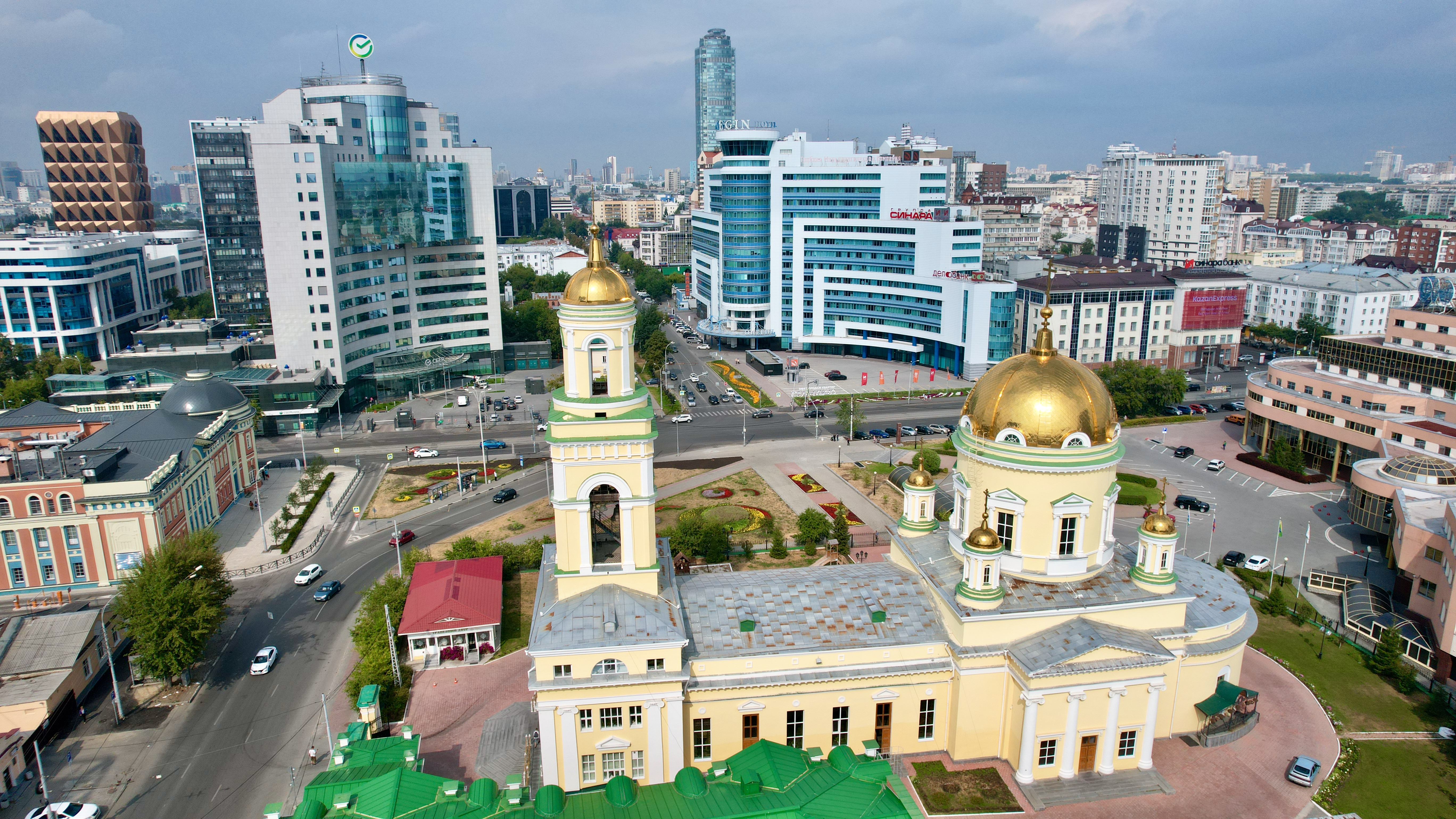
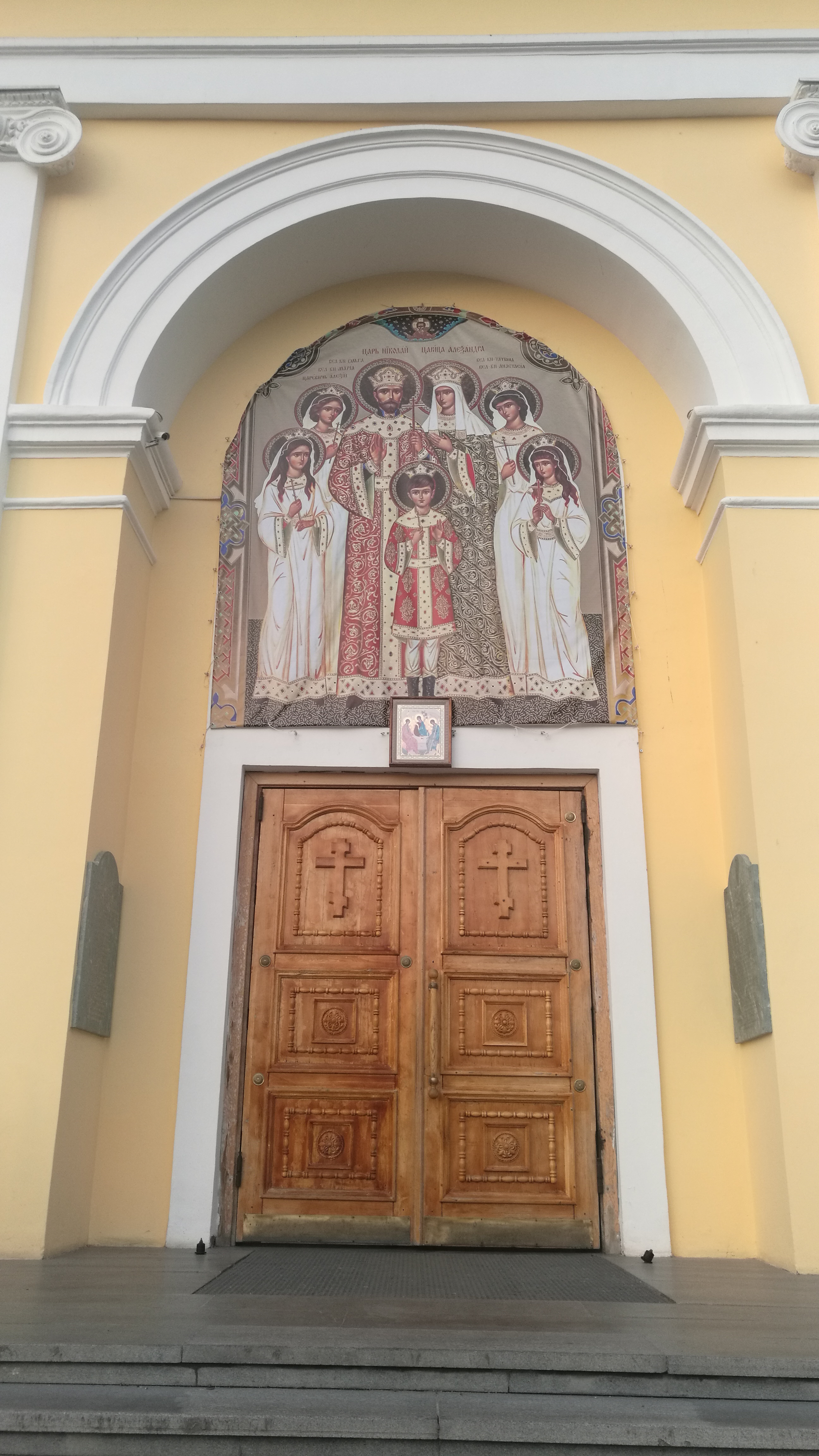
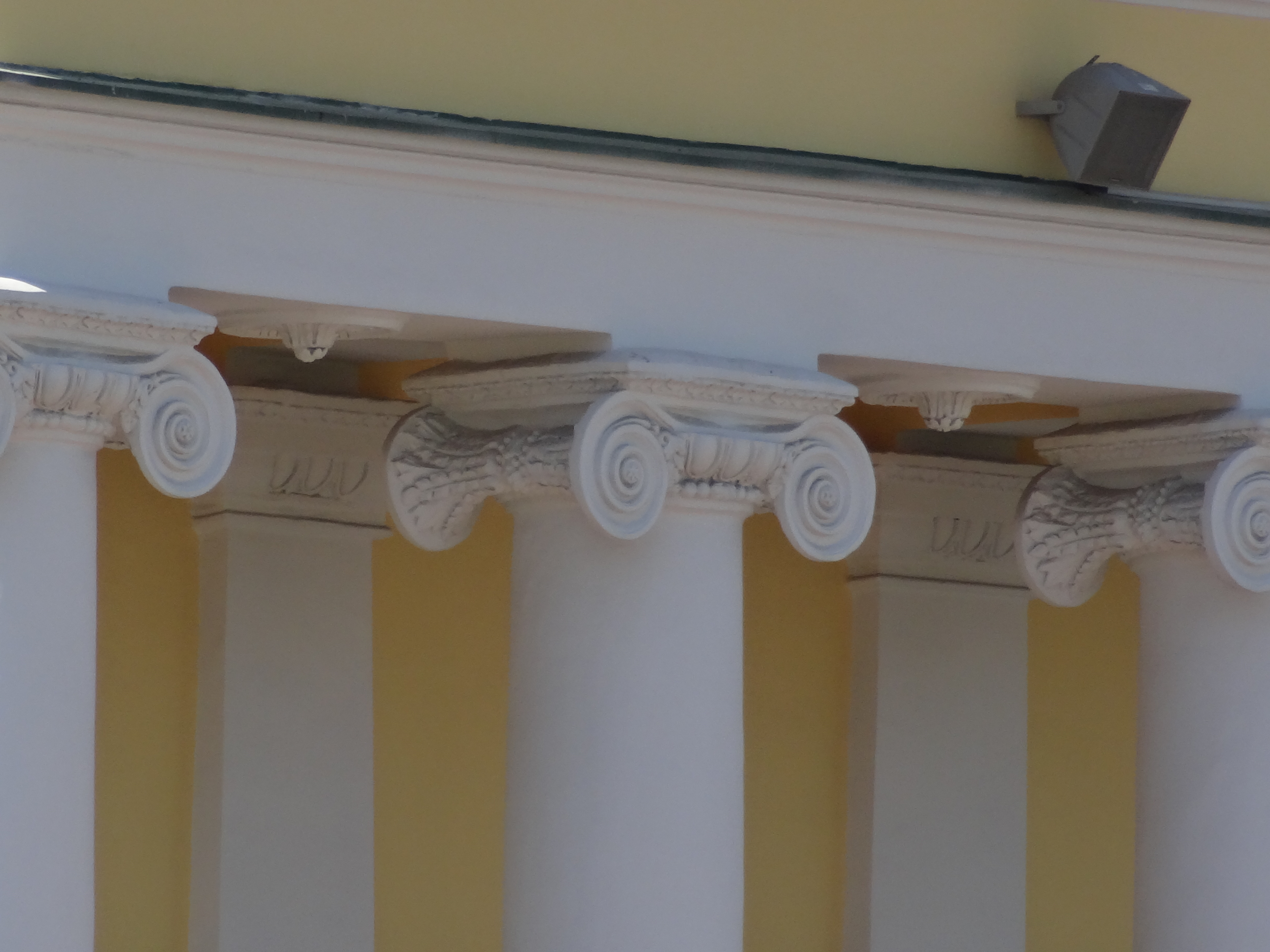
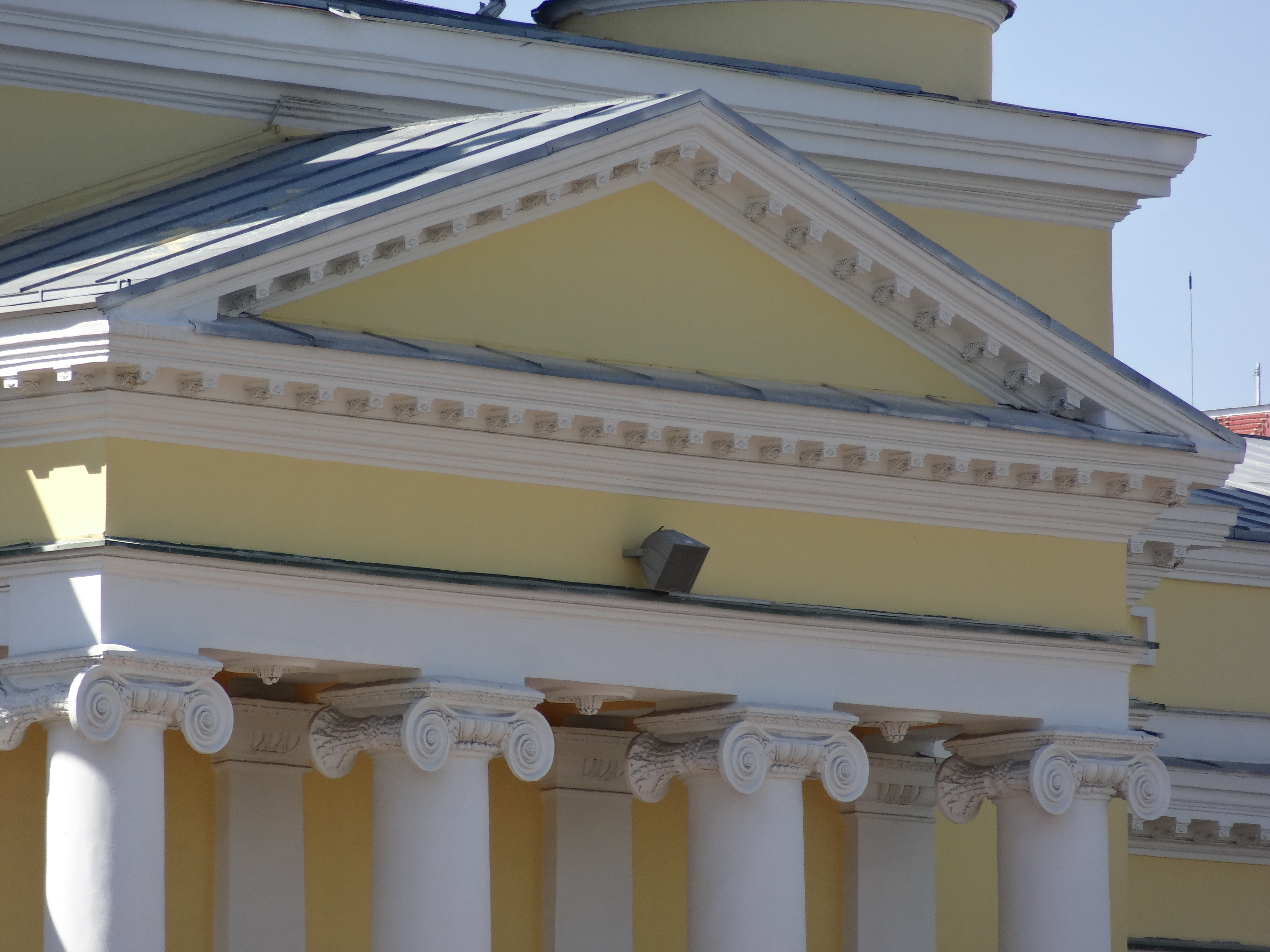
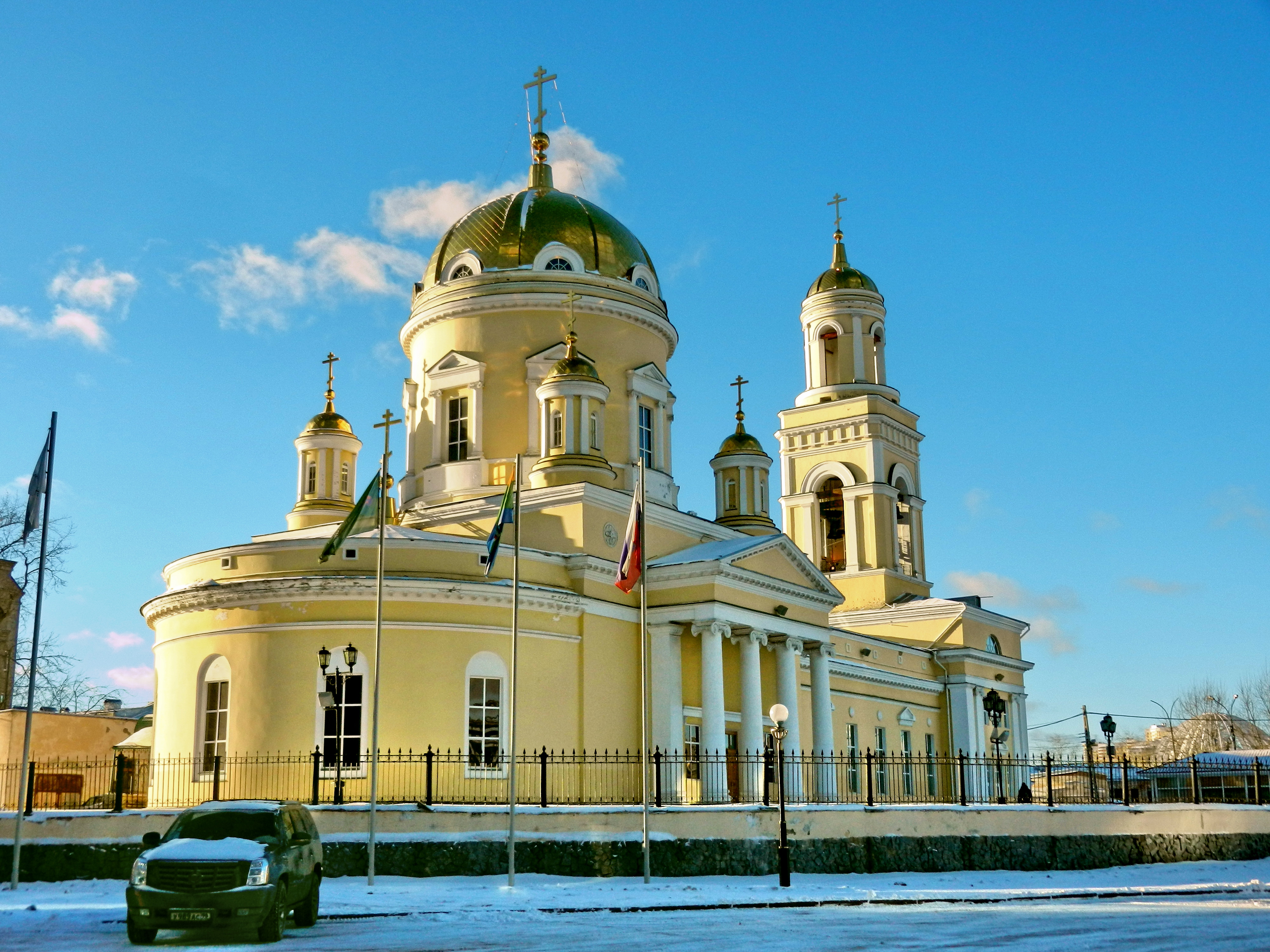
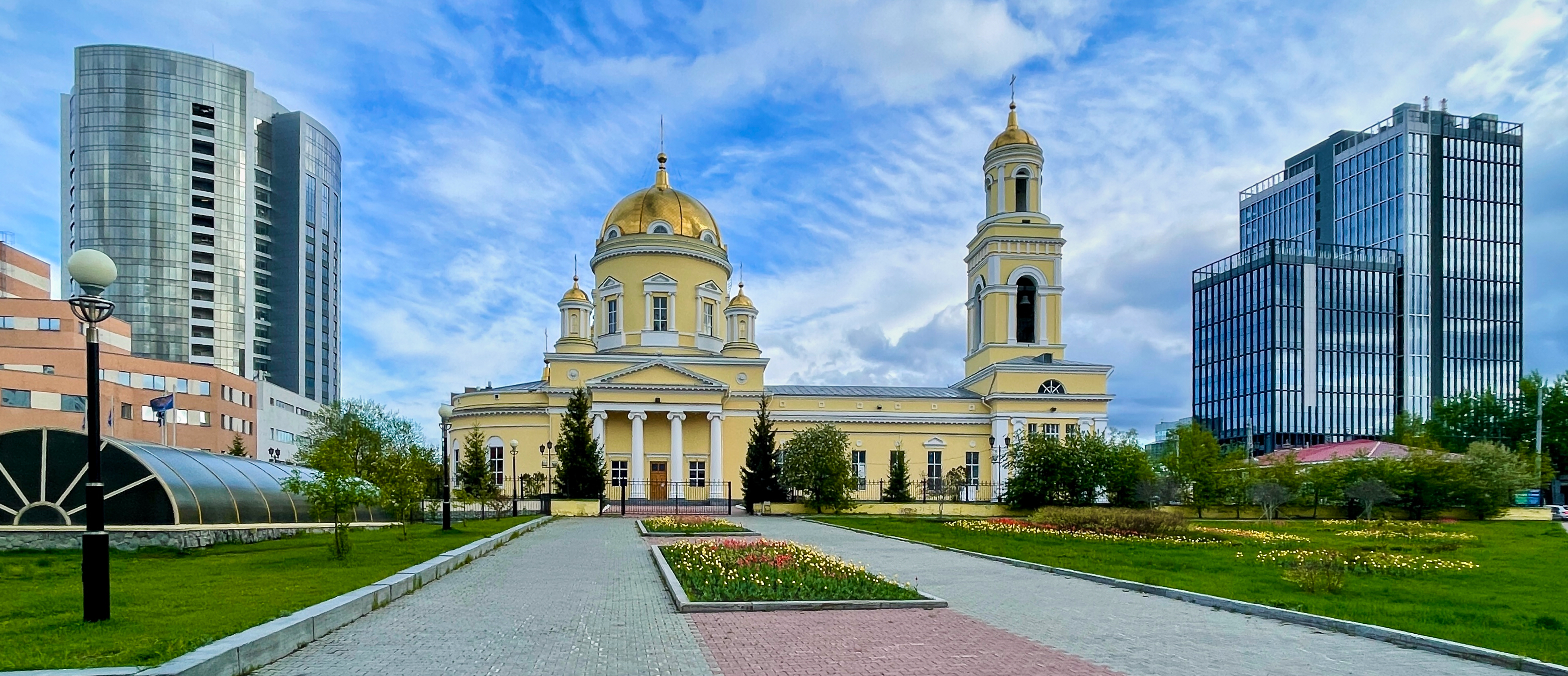

- Интерьер